# Шестстотиноклетъчник
Шестстотиноклетъчникът е един от шестте правилни изпъкнали многоклетъчници. Има 600 тетраедъра, 1200 триъгълни стени, 720 ръба и 120 върха. Връхната фигура е икосаедър. Петриевият многоъгълник е тридесетоъгълник. Дуалният многоклетъчник е стоидвадесетоклетъчник. Има петоделна икосидодекаедрична обвивка.

## Свързани многоклетъчници
- петоклетъчник
- шестнадесетоклетъчник
- шестстотиноклетъчник
- шесторедова четиристенна пита

- шестстотиноклетъчник
- петоредова кубична пита
- петоредова дванадесетостенна пита
- петоредова шестоъгълна панова пита

## Звездовиден шестстотиноклетъчници
Има само един звездовиден шестстотиноклетъчник – велик шестстотиноклетъчник.